# Hermes Press
Hermes Press est un éditeur américain de comics et de livres d'art. La société a été fondée en 2001 et est surtout connue pour ses réimpressions de comic books et de comic strip.

## Historique
Hermes Press est fondée en 2001 par Daniel Herman. Elle est située à New Castle en Pennsylvanie. Les premières années sont publiés des ouvrages consacrés à des auteurs de comics : Gil Kane: Art of the Comics écrit par Herman en 2001 ; Gil Kane: Art and Interviews" en 2002 ; Bill Sienkiewicz: Precursor (2002) ; Works of Art: Joe Chiodo (2003). Par la suite Herman s'intéresse plus à des réimpressions de comic strips (Star Hawks  de Gil Kane et Ron Goulart (2004), Buck Rogers, The Phantom, etc.), et plus tard des réimpressions de comic books puis des adaptations originales et des comics originaux.
En 2009, Hermes Press signe un accord avec Dan Curtis Productions pour réimprimer les comics Dark Shadows publiés à l'origine par Gold Key Comics. Peu après il signe avec King Features Syndicate pour réimpriper le strip The Phantom,,,. En 2017 Hermes publie l'intégrale du strip Sky Masters of the Space Force de Jack Kirby et Wallace Wood. En 2018 Hermes annonce qu'ils publieront un roman graphique de Dick Tracy inédit écrit et dessiné par Richard Pietrzyk qui a travaillé sur le strip original avec Chester Gould. La sorie est prévue pour 2020.

## Art Books
Hermes Press a publié plusieurs livres d'art, y compris des ouvrages sur les pin-up ou les affiches de film et des artistes comme Joe Chiodo et Carl Lundgren,.
En 2016 Hermes produit une monographie sur Alex Raymond, le créateur de Agent Secret X-9 et Rip Kirby écrite par Ron Goulart.

## Réimpressions
Hermes Press a réédité des comics comme  Mike Hammer, Dark Shadows, Zorro de Alex Toth, Terry et les Pirates de George Wunder, Mandrake le Magicien de Lee Falk (principalement, les strips de  King Features Syndicate.

### Buck Rogers
En 2008 Hermes Press commence la réimpression du strip de  Buck Rogers. Ils ont publié huit volumes des quotidiens, trois volumes de la page du dimanche et un comic book lié à la série télévisée. Ils ont aussi publié des volumes consacrés aux strips produits par Murphy Anderson.
Hermes Press a aussi produit une mini-série originale en 4 parties écrite et dessinée par  Howard Chaykin en 2013 dans laquelle il réinvente les origines du personnage,.

### The Phantom
En 2009 Hermes Press commence à publier l'intégrale du strip de The Phantom à partir des trips de Lee Falk jusqu'à la fin.
En 2011 Hermes Press commence à réimprimer les comic books du Phantom publiés par Gold Key. En 2012, ce sont les épisodes de la Charlton Comics puis ceux de la King. En 2016 ce sont les épisodes sortis chez Avon Publications.

### Pogode Walt Kelly
En 2014 débute la réimpression de la version publiée par Dell en comic books de Pogo. Les deux premiers volumes sont nommés aux Eisner Award en 2015. Hermes Press a aussi publiée une biographie de Walt Kelly.

## Histoire des Comics
En dehors des réimpressions, Hermes Press a aussi publié des livres sur l'histoire des comics comme Silver Age.
En 2007 Hermes Press publie la biographie de la productrice de télévision britannique Sylvia Anderson, My FAB Years. Hermes Press a aussi publié un ouvrage sur Mike Trim qui a créé de nombreuses marionnettes pour Les Sentinelles de l'air.

## Comics originaux
Hermes Press publie maintenant aussi des comics originaux et des reprises de personnages de strips. Parmi ces comics on note Sparrow and Crowe: the Demoniac of Los Angeles, Scratch9, and other original comics,.
En novembre 2014 Hermes Press sort une mini-série originale de  The Phantom écrite par Peter David et dessinée par Sal Velluto.